# Margaretta rosea
Margaretta rosea är en oleanderväxtart. Margaretta rosea ingår i släktet Margaretta och familjen oleanderväxter.

## Underarter
Arten delas in i följande underarter:
- M. r. bidens
- M. r. corallina
- M. r. cornetii
- M. r. kilimanjarica
- M. r. occidentalis
- M. r. orbicularis
- M. r. rosea
- M. r. whytei